# Georg Markwort (Fotograf)
Georg Markwort (* 17. Juni 1820 in Darmstadt; † 30. Juni 1878 ebenda) war ein deutscher Fotograf, Zeichner, Lithograf und Sportlehrer.

## Leben
Georg Markwort war Sohn des Hofchordirektors Christian Heinrich Markwort und Bruder des Fotografen Emil Markwort. 1852 eröffnete er ein Fotoatelier in Darmstadt. 1860 veröffentlichte er in dem Werk Die große deutsche Landschaftsschule Fotografien von Originalstudien der Landschaftsmaler Julius Lange, Carl Friedrich Lessing, Christian Morgenstern, Johann Wilhelm Schirmer, Carl Schweich und Karl Ludwig Seeger. 1863 übernahm er das Darmstädter Atelier von Wilhelm Cronenberg. 1871 wurde er Gastwirt. Von Markwort stammen die frühesten bekannten fotografischen Stadtansichten Darmstadts. Seine Werke befinden sich vorwiegend in Privatbesitz sowie im Stadtarchiv Darmstadt.

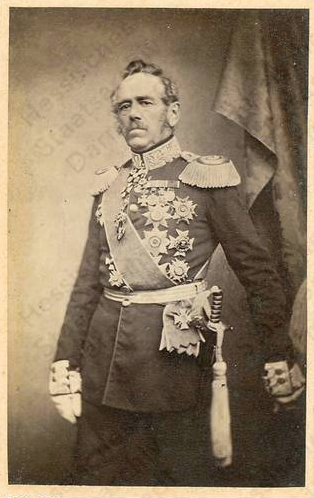
Heinrich Joseph von Weitershausen, Porträtfoto, um 1860
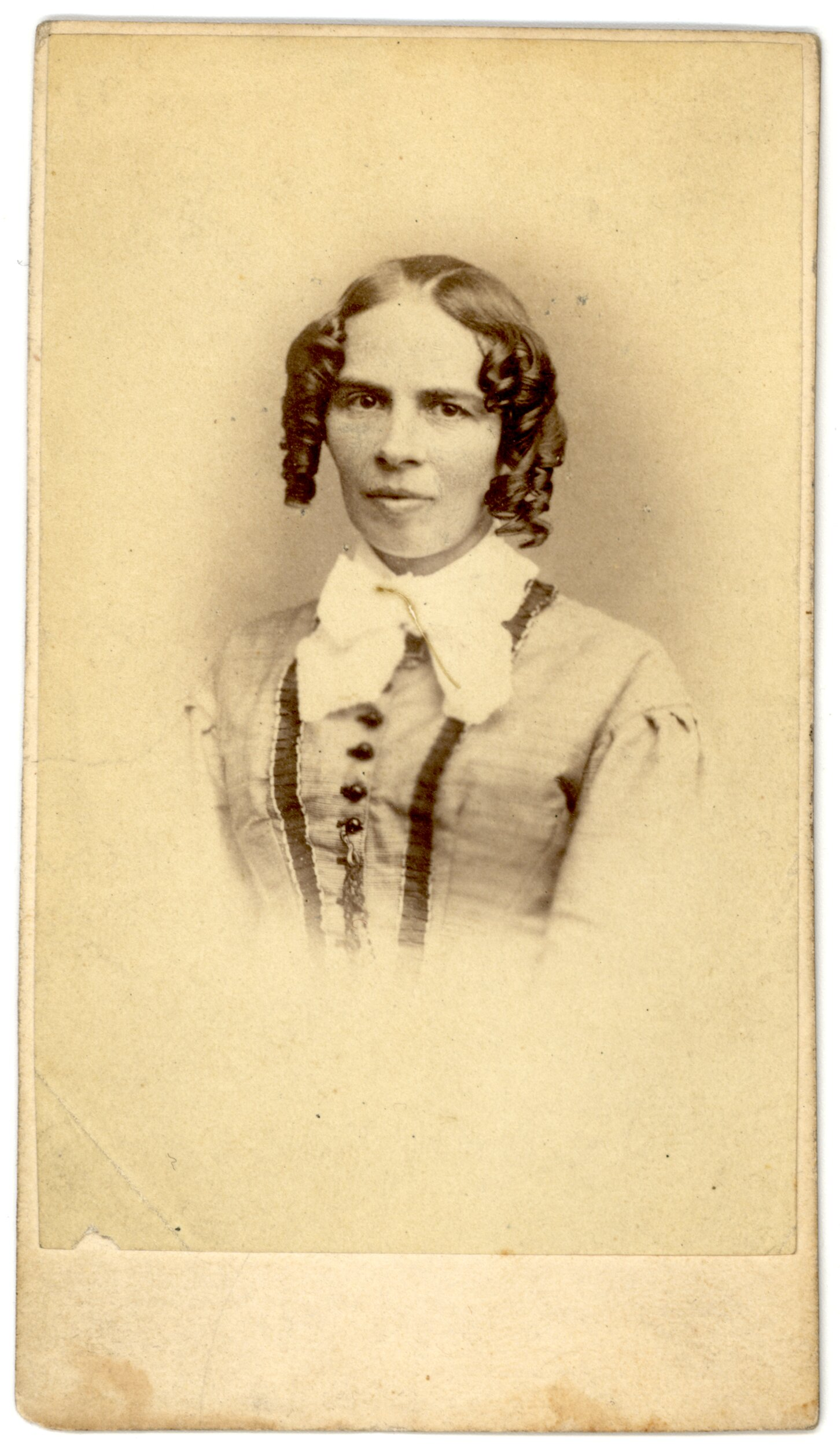
Porträtfoto einer unbekannten Frau, 1867